# Рубен Аморим
Рубен Аморим (на португалски: Rúben Amorim) е португалски футболист и треньор. Като футболист играе основно като халф за Белененсеш, Бенфика, Брага, както и за националния отбор на Португалия. Представлява страната си на две световни първенства по футбол. Като футболист печели 10 титли – три пъти шампионата на страната, веднъж купата на Португалия, пет пъти купата на лигата и веднъж суперкупата на страната.
Треньорската си кариера започва в Каса Пиа през 2018 година, като след това преминава във втория отбор на Брага, а впоследствие и в основния, като печели купата на лигата на страната. През 2020 е назначен за треньор на Спортинг Лисабон и става третият най-скъп треньор за времето си. Със Спортинг печели две купи на лигата и веднъж Примейра Лига, с което прекъсва 19-годишна суша за отбора.
От 11 ноември 2024 година е назначен за треньор на Манчестър Юнайтед, заменяйки Ерик тен Хаг.

## Успехи

### Футболист
Бенфика
- Примейра Лига: 2009 – 10, 2013 – 14, 2014 – 15[2]
- Купа на Португалия: 2013 – 14
- Купа на лигата на Португалия: 2008 – 09, 2009 – 10, 2010 – 11, 2013 – 14, 2014 – 15
- Суперкупа на Португалия: 2014
- Лига Европа второ място: 2013 – 14[3]

Брага
- Купа на лигата на Португалия: 2012 – 13

### Треньор
Брага
- Купа на лигата на Португалия: 2019 – 20

Спортинг Лисабон
- Примейра Лига: 2020 – 21, 2023 – 24
- Купа на лигата на Португалия: 2020 – 21, 2021 – 22; второ място: 2022 – 23
- Суперкупа на Португалия: 2021[4]